# Liste des députés de Saint-Domingue
Saint-Domingue, colonie française établie dès 1697, fait partie des premiers territoires d'outre-mer à pouvoir être représenté au Parlement. C’est ainsi que les députés de Saint-Domingue ont été admis pour participer au Serment du jeu de Paume, alors que la Noblesse les ait rejeté.
L’Assemblée Constituante adopte le 4 juillet 1789, le principe d’une représentation coloniale. Saint-Domingue obtient 6 sièges, l’île de
France (Maurice), la Guadeloupe, la Martinique et l’Inde, chacune 1 siège.

## Les États Généraux de 1789
Les États généraux de 1789, convoqués par Louis XVI pour résoudre la crise financière et l'endettement du Royaume, siégèrent du 5 mai 1789 au 27 juin 1789.
Province du Nord (2 députés)
- 1. Thébaudières (Pierre André François Viau, chevalier de), 1751- 1816[1], Procureur général du roi
- 2. Jean-Baptiste Gabriel Larchevesque-Thibaud), 1745-1817, avocat et planteur de café[2].
  - Suppléants ayant siégé :
- 1. Reynaud de Villeverd (François, comte de), 1731-1812, maréchal de camp, ancien colonel du régiment du Cap, ancien lieutenant général au gouvernement de Saint-Domingue. Admis à siéger en septembre 1789 en remplacement de Larchevêque-Thibaud, démissionnaire[3].
- 2. Villeblanche (René Armand Levasseur de), 1749-1830, Major de vaisseau à Brest. Admis à siéger le 20 avril 1790 en remplacement de Thébaudières, démissionnaire.

Province de l'Ouest (2 députés)
- 1. Cocherel (Nicolas Robert, chevalier de), 1741-1826, Lieutenant des maréchaux de France[4]
- 2. Gouy-d'Arsy (Louis Henri Marthe, marquis de), 1753-1794, Président de la noblesse de Melun et grand bailli d'épée des bailliages de Melun et Moret.

Province du Sud (2 députés)
- 1. Perrigny (Charles Léon de Taillevis, marquis de), 1730-1795, Colonel et Chevalier de Saint-Louis[5].
- 2. Gérard (Jean-Baptiste), 1735-1815, Propriétaire à Saint-Domingue[6].

Les députés de la colonie de Saint-Domingue se présentent pour demander la permission de s’unir provisoirement à la nation en prêtant le même serment. Bailly rend compte à l’assemblée que le bureau de vérification a été unanimement d’avis de l’admission provisoire des douze députés de Saint-Domingue
- le marquis de Gouy-d'Arcy
- Reynaud
- le marquis de Perrigny
- le marquis de Rouvray
- Cocherel
- Bodkin-Fitz-Gérald
- Larchevesque Thibaud
- Lucas de Bourgerel
- de Thébaudières
- Magallon

## L'Assemblée Constituante
- Louis Marthe de Gouy d'Arsy (° 1753 - † 1794), député de la noblesse pour Saint-Domingue.
- François de Reynaud de Villevert (comte) (1731-1812), député du Nord de la colonie de Saint-Domingue.
- Pierre André François Viau de Thébaudières (1751-1816), député du  Nord de la colonie de Saint-Domingue.

## Convention Nationale
La Convention nationale est l'assemblée qui assura le pouvoir exécutif de la Première République française du 10 août 1792 au 1er novembre 1795 et vota l'abolition de l'esclavage le 16 pluviose an II (4 février 1794)
Le décret du 22 août 1792 prévoit 34 députés des colonies, avec 18 sièges pour Saint-Domingue répartis entre les trois provinces du nord, de l’ouest et du sud de la colonie. Cependant, certains députés doivent alors traverser l'Amérique et l'océan Atlantique pour pouvoir siéger.
Le 23 septembre 1793 six députés et trois suppléants sont élus par les électeurs de la province du nord de Saint-Domingue suivant le principe de l’égalité de l’épiderme qui prévoyait deux noirs, deux blancs et deux métisses : Jean-Baptiste Belley (noir), Louis-Pierre Dufay (blanc), Joseph Georges Boisson (métis), Pierre-Nicolas Garnot (blanc), Jean-Baptiste Mills (métis), Réchin (noir) sont élus et les suppléants sont Étienne Laforest (noir), Marc Chavannes et Richebourg. Ce dernier informe la Convention qu'il est contraint de rester à Saint-Domingue en raison du blocus des Anglais alors que les autres partent de la Nouvelle-Angleterre pour rejoindre la France. Pourtant, le commissaire civil Sonthonax certifie le 12 vendémiaire an III (3 octobre 1794) qu'il a refusé de se rendre en France à cause du délabrement de sa santé et de son âge avancé et finit par démissionner officiellement.
Belley, Dufay, Mills et Boisson embarquent pour Philadelphie sur le navire Les Citoyens-de-Marseille tandis que Garnot et Laforest feront le voyage à part sur un autre navire. Tous seront pris à partie par les colons pendant le voyage. Garnot fut dépouillé par les corsaires anglais et il restera plus longtemps à New-York. Dufay parvient à s’échapper sur une chaloupe tandis que les autres furent violentés. Ils seront finalement relâchés sauf Joseph-Georges Boisson qui est mis en captivité par les forcenés. LE groupe décidera de se diviser en deux pour éviter tout guet-apens.
Dufay, Mills, Belley se présentèrent à la Convention le 15 pluviôse an II (3 février 1794). Les trois autres députés entrèrent à la Convention le 19 messidor an II (7 juillet 1794).

### Conseil des Cinq Cents
Le Conseil des Cinq-Cents est l'assemblée législative française qui a siégé entre le 22 août 1795 et le 9 novembre 1799.
Léger-Félicité Sonthonax en est membre du 14 octobre 1795 au 19 mai 1799 ainsi que Jean-Baptiste Belley du 26 octobre 1795 au 26 décembre 1799.